# 512 Taurinensis
512 Taurinensis eller 1903 LV är en asteroid som korsar planeten Mars omloppsbana. Den upptäcktes den 23 juni 1903 av den tyske astronomen Max Wolf. den är uppkallad efter den italienska staden Turin.
Asteroiden har en diameter på ungefär 23 kilometer.